# Аминофф, Грегори
Грегори Аминофф (швед. Gregori Aminoff; 8 февраля 1883, Стокгольм — 11 февраля 1947, Стокгольм) — шведский художник и профессор минералогии, директор минералогического отдела в Шведском музее естественной истории.

## Биография
Грегори Аминофф родился 8 февраля 1883 года в Стокгольме в семье капитана Тённеса Аминоффа (Hauptmann Tönnes Aminoff) и его жены Матильды (урожденной Линдстрем). В возрасте 22 лет Грегори сдал первый университетский экзамен в Уппсале и провел следующие десять лет, изучая изобразительное искусство — в особенности, музыку и живопись. Путешествовал по Европе: учился в Париже и Италии, где совершенствовал навыки пейзажной и портретной живописи. Но затем вернулся к изучению естественных наук.
В 1918 году Грегори Аминофф стал кандидатом наук и начал работать доцентом в области минералогии и кристаллографии в Стокгольмском университете. Спустя пять лет, в 1923 году, он стал преемником профессора Хьялмара Шёгрена (Hjalmar Sjögren, 1856—1922) на посту директора минералогического отдела в Шведском музее естественной истории (Naturhistoriska riksmuseet). Скончался 11 февраля 1947 года в Стокгольме.

## Память
Открытый в 1937 году в Лангбане (Långban) минерал был назван в честь Грегори Аминоффа: аминовит (Aminoffit). Его именем также названа премия в 100 000 шведских крон, которая с 1979 года ежегодно присуждается Шведской королевской академией наук за выдающиеся достижения в области кристаллографии.

## Работы
Грегори Аминофф опубликовал многочисленные работы по целому ряду направлений минералогии: описал, среди прочего, финнеманит (1923), сведенборгит (1924), магнетоплюмбит (1925) и сахлинит (1934).
- Über die Oxydation von Zinkblende-Einkristallen, an Hand von Elektroneninterferenzen studiert / Aminoff, Gregori. — Stockholm : Almqvist & Wiksells boktryckerei-A.-B., 1938.
- Über Durchstrahlung von Talk mit schnellen Elektronen / Aminoff, Gregori. — Stockholm : Almqvist & Wiksell, 1933 [Ausg.] 1934.
- Über Interferenzbilder bei Durchstrahlung von Bruciteinkristallen mit schnellen Elektronen / Aminoff, Gregori. — Stockholm : Almqvist & Wiksell, 1933.
- Om en Association med barylit och hedyfan vid Langban / Aminoff, Gregori. — [s. l.] : [s. n.] Stockholm (: Norstedt), 1923.
- Om mineralet tilasit vid Langban / Aminoff, Gregori. — [s. l.] : [s. n.] Stockholm (: Norstedt), 1923.
- Untersuchungen über die Kristallstrukturen von Würtzit und Rotnickelkies / Aminoff, Gregori. — Leipzig : Engelmann, 1923.
- Finnemanit, ett nytt blyarsenit fr°an L°angban / Aminoff, Gregori. — [s. l.] : [s. n.] Stockholm (: Norstedt), 1922.
- Ueber die Kristallstruktur von Jodsilber, Marshit (CuJ) und Miersit (4 Ag J. CuJ) / Aminoff, Gregori. — [s. l.] : [s. n.] Stockholm (: Norstedt), 1922.
- Debye-Photogramm von Zinkoxyd / Aminoff, Gregori. — Stockholm : Högskolas-Mineralog. Institut, 1921.

## Семья
В 1908 году Грегори Аминофф женился на Ингрид Сеттерлунд (Ingrid Setterlund); в семье было четыре дочери: Брита, Ева, Малин и Улла.